# その向こうの向こう側
『その向こうの向こう側』（そのむこうのむこうがわ）は渡辺祥智原作のファンタジー漫画作品。略称は「むこむこ」、または「向こう側」「向こう」。
マッグガーデン刊の「月刊コミックブレイド」2003年9月号にて表紙&巻頭カラーで連載開始。2008年3月号で連載終了。全6巻。単行本の1 - 3、5巻はいずれも初回限定版が同時に発売された。1巻はミニ画集、2巻はミニドラマCD、3巻にはファンブック、5巻にはクレイトンマスコット3体が付録。また通常版と限定版では表紙も異なっている。

## あらすじ
小学6年生の九堂二葉のもとに突如振ってきた謎の少女・キアラ。｢はじめまして、私のマスター｣――ところがそれはキアラの思い違いで二葉はマスターではないということが直後に判明する。なんだかんだで本来のマスターがいるはずの異世界・オーリオールにキアラと共に飛び込んでしまった二葉は、キアラを本当のマスターのところへ送り届けるための旅に出ることを決意する。

## 用語、世界観

### 黄金大陸（オーリオール）
二葉のいる世界とは別の世界。色の名前を冠した国々から成っている（翠の国（ヴィリジアン）、碧の国（アザー）、緋の国（ルージュ）、黒の国（グラファイト）、白の国（ジプサム）など）。魔法が存在しており、獣人や半獣人も暮らしている。

### 花
精霊が住まう世界で咲くという召喚植物。｢その向こうの向こう側にある世界｣からやって来る。見た目は人間と同じ。魔導士や神官など、魔導に関する知識を持っている者によって召喚され、召喚した者（マスター）の願いを叶える力を持つ。ただしその力には限りがあり、叶えた望みの大きさだけ花の命は削られ、力を使い果たした花は枯れて散る。力の大きさや性質の異なるさまざまな種類の花があり、中でも最高格の花「アマランザイン」はどんな願いでも叶えることができると言われている。オーリオールではアマランザインは千年前に初めて召喚されたのみ。

## 登場キャラクター
声優はドラマCDのもの。

### 主要人物（二葉たち一行）
九堂二葉（くどう ふたば）（声：川上とも子）
本作の主人公。小学6年生男子。下校途中にキアラと出会い成り行きでオーリオールに行く。背が低いことを気にしている模様。家庭では２人の兄と１人の姉に溺愛され気味だが、その過保護さには不満も持っている。
「大丈夫、なんとかなる」が口癖。正義感が強くまっすぐな性格で、時には後先考えずに行動し無茶なことをすることも。キアラをマスターのところまで連れて行くと決め、その旅が終わるまで元の世界には帰らないと心に決めた。
キアラ（声：柚木涼香）
千年振りに召喚された最高格の花・アマランザイン(「常世の花」)。マスターはセレン。召喚された際、セレンと二葉の纏う気が似ていたため間違って二葉のもとに来てしまった。二葉より年上の少女の外見をしている。のほほんとしていて少しズレた性格。感情の起伏はあまり大きくないが、二葉と旅をするうちさまざまな感情が芽生え表情豊かになってゆく。
アマランザインとは常世の花＝｢枯れることのない永遠の花｣という意味だが、｢枯れない｣のはアマランザインではなくマスターの方であり、アマランザインを召喚したマスターは願いを叶えてアマランザインが枯れた後も不老不死の宿命を負うことになる。
ベルベル（声：加藤奈々絵）
ウサギのような白い獣の姿をした魔導士。二葉とキアラがオーリオールに来て初めて出会った相手で、成り行きでマスター探しの旅に同行する。魔法の腕前はかなりのもので、その豊富な知識で二葉たち一行を引っ張っていく。各地に知り合いがたくさんいる模様。お金に目がなく、お金に関して厳しい。労せずして願いを叶えることのできる｢花｣のことはあまり好きではない。グリジオの元師匠。
ヴィリッド・ヴィセット・ヴィリジアン（弟）（声：神谷浩史）
13歳。翠の国（ヴィリジアン）の双児の王子の弟の方。全く同じ名前の双児の兄が居る。「狂気の王子」と呼ばれ恐れられ、王宮では牢に幽閉されていた。オーリオールに現れたアマランザイン(キアラ)を探すよう母親に命じられ、旅に出たところで二葉たちと出会った。
他人を殺すことを躊躇せず、自分自身が傷つくことにも頓着しない性格だったが、腕の傷を手当てしてくれた二葉に懐く。二葉たちと一緒に旅をするうちに「誰かを傷つけることや、殺すことをしたくはない」という気持ちが芽生え、二葉と一緒にいたい、兄と殺し合わずに済む｢向こう側の世界(二葉の世界)｣に行きたい、と願うようになる。

### 翠の国（ヴィリジアン）
オーリオールに存在する国の一つ。二葉がオーリオールで最初に着いた国。過去に双児の王が兄弟同士で戦争を起こし国内が酷い有様になったことがあるため、双児の王子が生まれた場合、13歳になったらどちらかが死ぬまで戦って残った方が王になるという掟が作られた。
ヴィリッド・ヴィセット・ヴィリジアン（兄）
13歳。翠の国の双子の王子の兄の方。弟と同じ外見のため、二人を見た目だけで判別できる人物は稀。
狂気の王子と呼ばれる弟とは逆で、心優しい王子として人望を集めている。幽閉されていた弟のヴィリッドに対しても慈愛に満ちた態度を見せる。しかし実際は弟に対して歪んだ愛情を持っており、二葉たちと出会って変わってゆく弟を見て｢一人だけこの国から自由になろうだなんて許さない｣との想いを抱いていた。
アッシュ
ヴィリッド（兄）の世話役。有翼人。常に冷静で落ち着いた性格。ヴィリッド達の監視役でもあり王宮側の存在だが、ヴィリッド兄弟の幸福を考えて助言する一面も。
フラール
翠の国の正妃でヴィリッド達の母親。ヴィリッド（弟）を幽閉し、牢から出した後も刺客を送り続けた張本人。不吉の象徴である双児の王子を産んでしまったことで肩身の狭い思いをしており、「ヴィリッド」がひとつになることを望んでいた。そのため、どちらがどちらのヴィリッドなのか判別できていなかったと思われる。ただし、気まぐれに母親らしい一面を見せることもあった。
ロゼット（声：豊口めぐみ）
二葉達が森の中で見つけた家の主人。優しくおっとりとした性格で、初対面の二葉達をもてなした。実は幽霊ですでに死んでいるが、今でも家に住み続けている。ローズノーズの飼い主だった。
ローズノーズ（声：折笠富美子）
ロゼットの家で二葉達が寝ているときに襲ってきた猫又。本来はロゼットに飼われていた猫だが、ロゼットが死んだ後も生き続けた結果猫又になった。ロゼットの料理の手伝いもする。

### 碧の国（アザー）
オーリオールに存在する国の一つ。水に支配された国。
「街」
かつて碧の国で栄えていた、ある街の意志。街の主（マスター）とも言うべき存在。耳の尖った幼い男の子の姿をしている。街が大津波に襲われ、人々が街を見限って去ってしまった後も街を守っていた。現実には街のあった場所は津波で海に沈んでおり、今ある街は彼の作りだした幻に過ぎない。
人魚
ベルベルの知り合い。二葉から見れば人魚だが、ベルベルに言わせれば魚人。性格は高飛車でお嬢様、美男子に目が無い。「遠見の眼」を持っている。タダで働くことを嫌い、お代を請求する。
デュウ
魔導学校に通っていた学生。魔導学校では苦学生で落ちこぼれだった。
｢グローカス｣・キャナのマスター。キャナをアマランザインであると偽って街の人々の願いを叶え、お金を稼いでいた。本人は悪事を働いているつもりだったがやっていることは人助けであり、根っからの善人である（そしてどこか抜けている）ことを二葉に看破される。
キャナ
｢花｣の一つ・グローカス(「かすかな光」)。マスターはデュウ。見た目は二葉より幼い少女。性格は明るく無邪気で純真。デュウと二人で街の人々の願いを叶えていた。人助けのせいで力をほとんど使い、最後はデュウの願いである「ずっと傍にいてほしい」という願いを聞きながら枯れていった。

### 緋の国（ルージュ）
オーリオールにある国の一つ。他国との国境は強力な騎士隊によって守られている。
ロット
緋の国(ルージュ)国境警備隊隊長。斬れぬものはないと言われる赤き稲妻の魔法剣を扱い、「赤き雷撃」と呼ばれているが、本人はそれが恥ずかしいらしい。噂では「不審な者はその場で斬り捨てる」冷徹で血も涙もない人物と言われていたが、実際はどこかマヌケないい人。女性に惚れ易いのが悪いクセ。
グリジオ
人の姿をしているが本来はネコのような姿の獣の魔導士。かつてはベルベルの弟子だった。
｢エルトゥリ｣・キーヤのマスター。無邪気な性格だがそれ故に残忍な一面もあり、キーヤの力や自身の魔導を使い緋の国の兵隊を皆殺しにするなどして力を誇示していた。エルトゥリのマスターは自らも死ぬ運命にあるが、修行時代にベルベルが言っていた「願いを叶えるなら代価を払うのが普通」という言葉に照らせばエルトゥリは他の花よりもずっと理に適っていると考えている。
キーヤ
｢花｣の一つ・エルトゥリ(「溺死」)。マスターはグリジオ。見た目はキアラと同じくらいの年齢の少年。無口であまり感情を表に出さない。通常｢花｣は力を使い切ると花だけが枯れマスターに影響は無いが、エルトゥリの場合はマスターも道連れとなる。
｢紫｣（ポルポラ）
紫（ポルポラ）の森の主（マスター）。耳の尖った青年の姿をしている。ポルポラは千年前にアマランザインが初めて降りた地であり、その時に歪められた理によって草も木も空もすべて紫色の「死んでいるも同然の森」となっていたため、当初はアマランザインであるキアラを敵視していた。
マートル
ベルベルの知り合い。山奥にある鳥か鳥系の半獣だけが住む町に住んでいる、頭だけ鳥の半獣。料理や裁縫が得意で性格はとても優しい。服がぼろぼろになってしまったキアラに新しい服を造った。

### 黒の国（グラファイト）
オーリオールに存在する国の一つ。魔導で栄えており、他の国よりも魔法が身近。
おばあちゃん
魔導の研究者。主に「花」の研究をしている。研究を重ねて造花を作っては庭（キアラ曰く、花たちの故郷に似ている）に放していた。
造花
ミルフィオリ（｢幾千の花｣）という花を真似て造られた人工の花。ささやかな願いを一つだけ叶えるものとして造ったが、キアラ達が訪れるまで、一度として願いを叶えてくれたことはなかった。

### 白の国（ジプサム）
オーリオールに存在する国の一つ。神官が数多くいる。表向きは魔導が禁じられている。
セレン
白の国の神官。青年。二葉とよく似た性格で「大丈夫、なんとかなる」が口癖。親友のセレン曰く｢友達だろうと他人だろうと関係無く動き、無茶もするが間違ったことはしない｣性格。
｢アマランザイン｣・キアラのマスター。オーリオールの｢神｣に死を与えるためにキアラを召喚した。アマランザインを召喚したことにより、危険人物として閉じ込められている。
シェンナ
白の国の神官。セレンの親友で有翼人。口が悪いところもあるが根は真面目で面倒見が良く、奔放なセレンに振り回されつつも世話焼き役に回っている。セレンの友人ということでセレン同様閉じ込められていたが、セレンの頼みでキアラに接触するため脱出する。有翼人だが飛ぶことは苦手。マートルと同じ町の出身。
大神官
白の国の神官の長を務める老人。白い衣を纏う。一連の事情を理解した上でセレンの幽閉を解き、そのことで神殿内での権限が危うくなった後もセレン達に協力した。
神
外見は幼い子供で、髪が地につくほど長い。神官の立ち入りを禁じられた地下に一人で暮らしており、その存在は稀に禁を破って入ってくる若い神官(セレンなど)にしか知られていない。
千年前にオーリオールに初めてアマランザインを召喚したマスター張本人。千年前は普通の子供であり、唯一の肉親である母の死を受け入れられず、母親の存在しない世界を否定した。その願いを叶えたアマランザインによって世界は作り変えられ、現在に至っている。いわば現在のオーリオールを創造したマスターとも言うべき存在。アマランザインのマスターの宿命として不老不死のまま千年を過ごしており、これを終わらせるためセレンはキアラを召喚した。

### 九堂家
九堂卓巳（くどう たくみ）
二葉の兄で九堂家の長男。大人びた性格だが二葉に対しては心配性で過保護。
九堂太助（くどう たすけ）
二葉のお兄で九堂家の次男。おそらく高校生。料理上手で九堂家の台所を握っているらしい描写がある。どこか軽いノリがあり飄々としている。二葉に対してはやはり心配性で過保護。
九堂貴子（くどう たかこ）
二葉の姉で九堂家の長女。おそらく中学生または高校生。料理は得意ではないらしい。性格は明るく中途半端が嫌い。二葉に対してはやはり心配性で過保護。

## 書誌情報
- 渡辺祥智 『その向こうの向こう側』 マッグガーデン〈BLADE COMICS〉、全6巻
  1. 2004年4月10日発行、ISBN 4-86127-038-3、ISBN 4-86127-040-5（限定版）
  2. 2004年10月9日発行、ISBN 4-86127-083-9、ISBN 4-86127-081-2（限定版）
  3. 2005年7月8日発行、ISBN 4-86127-163-0、ISBN 4-86127-160-6（限定版）
  4. 2006年10月10日発行、ISBN 4-86127-316-1
  5. 2007年10月10日発行、ISBN 4-86127-438-9
  6. 2008年6月10日発行、ISBN 4-86127-506-7